# Zellenradschleuse
Zellenradschleusen sind Geräte zur Dosierung, Einspeisung oder Austragung von feinkörnigen und staubförmigen Produkten oder Granulaten.

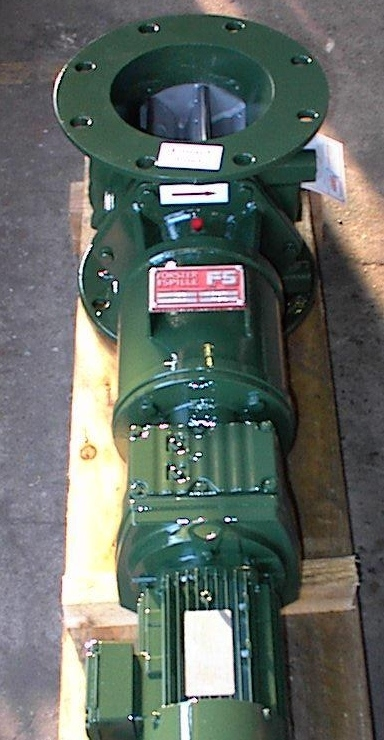
Zellenradschleuse

## Verwendung
- Zellenradschleusen werden unter Silos und Bunker eingebaut, um dem Schüttgut den Silodruck zu nehmen und nachfolgende Abzugsorgane wie Schnecken, Trogkettenförderer, Rohrkettenförderer oder abziehende Dosierbandwaagen usw. zu entlasten.
- Unter Filter und Zyklone werden Zellenradschleusen eingebaut, um aus Luftförderkreisen mit möglichst geringen Druckverlusten Schüttgüter abziehen zu können.
- Über Mischern, Trocknern und Mühlen werden sie eingebaut zur volumetrisch dosierten Aufgabe bzw. Einspeisung des Schüttgutes in kontinuierliche Misch- und Verarbeitungsprozesse. In Kombination mit Wägeeinrichtungen können Zellenradschleusen auch zur genaueren gravimetrischen Dosierung eingesetzt werden.
- Bei brennbarem Schüttgut kann die Zellenradschleuse als Rückbrandsicherung eingesetzt werden, um etwa den Rückbrand von einem Biomassekessel zum Pelletlager sicher zu verhindern.

## Funktion und Aufbau
Die Wirkungsweise der Zellenradschleuse beruht auf einem Rotor, auf dem sich eine bestimmte Anzahl an Rotorblättern befindet, welcher sich in einem genau passenden Gehäuse dreht.
Jede Rotorzelle nimmt unter der Einlassöffnung Fördergut auf und am Austritt fällt das Fördergut heraus. So entsteht eine volumetrisch kontinuierliche Förderung.
Die Förderleistung wird durch den Inhalt der Rotorzellen und die Drehzahl des Rotors bestimmt.
Strom- und Gegenstromrichtung des Fördersystems mit bestimmten Druckdifferenzen werden durch die enge Toleranz zwischen Gehäuse und Rotor wirksam voneinander getrennt.
Zellenradschleusen werden in den verschiedensten Größen (20 bis 2000 mm), Materialien (Stahl, Edelstahl, Aluminium, Grauguss) und Ausführungen (Austragschleuse, Räumradschleuse, Tangentialschleuse, Durchblasschleuse, Messerschleuse) hergestellt.

## Typen

### Austragschleuse

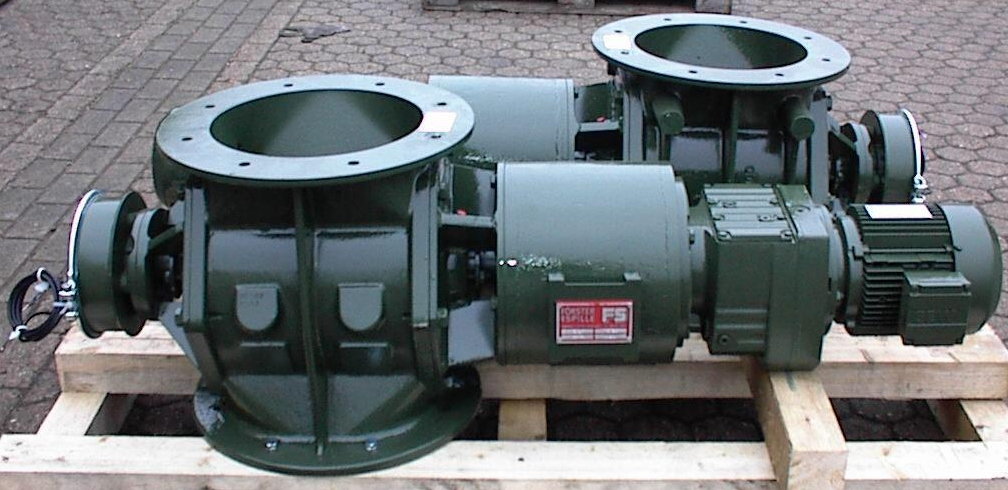
Zellenradschleuse DN300 aus GG20

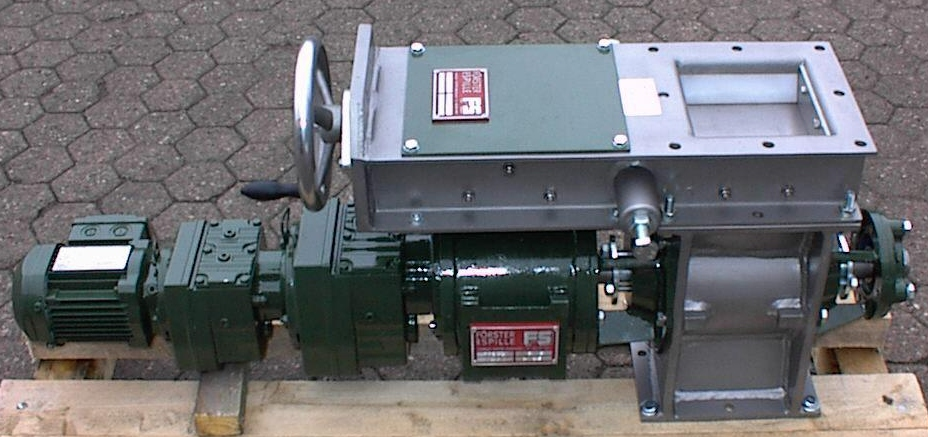
Austrag-Zellenradschleuse mit Schüttgutschieber

Die Austragschleuse ist die gängigste Art der Zellenradschleusen. Sie wird zum volumetrischen Ein- oder Ausschleusen von Schüttgütern aller Art verwendet.

### Mitteldruck-Zellenradschleuse
Einsatzgebiete:
CFM-Zellenradschleusen werden vorwiegend für den dosierten Austrag von Granulaten und Pulvern aus Silos sowie
als Aufgabeorgan in pneumatischen Flugförderanlagen bis 1,5 bar (g) Druckdifferenz eingesetzt.

### Hochdruck-Zellenradschleuse
Einsatzgebiete:
CFH-Zellenradschleusen werden vorwiegend für den dosierten Austrag von Granulaten und Pulvern aus Silos sowie
als Aufgabeorgan in pneumatischen Dichtstrom- und Flugförderanlagen bis 3,5 bar (g) Druckdifferenz eingesetzt.

### Räumradschleuse

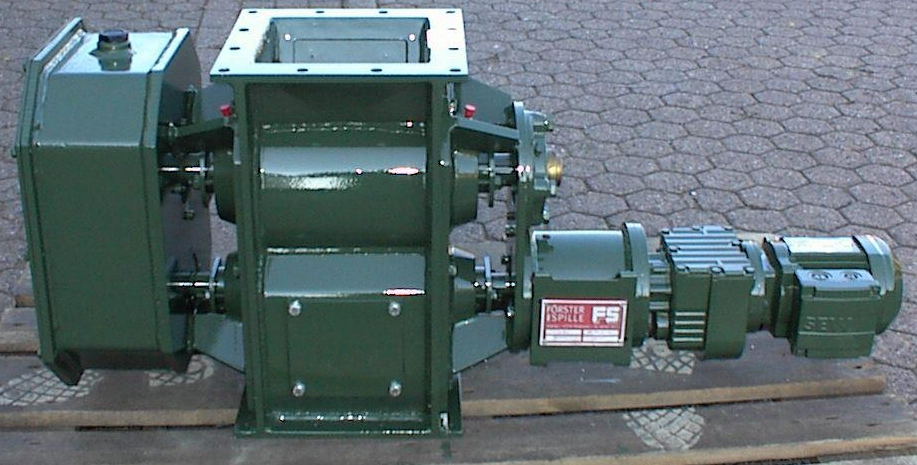
Räumradschleuse

Räumradschleusen werden bei anbackenden oder leicht klebrigen Schüttgütern eingesetzt. Ein Räumrad kratzt dabei die Zellen des Rotors aus und sorgt so für eine reibungslose Förderung des jeweiligen Schüttgutes.

### Tangentialschleuse

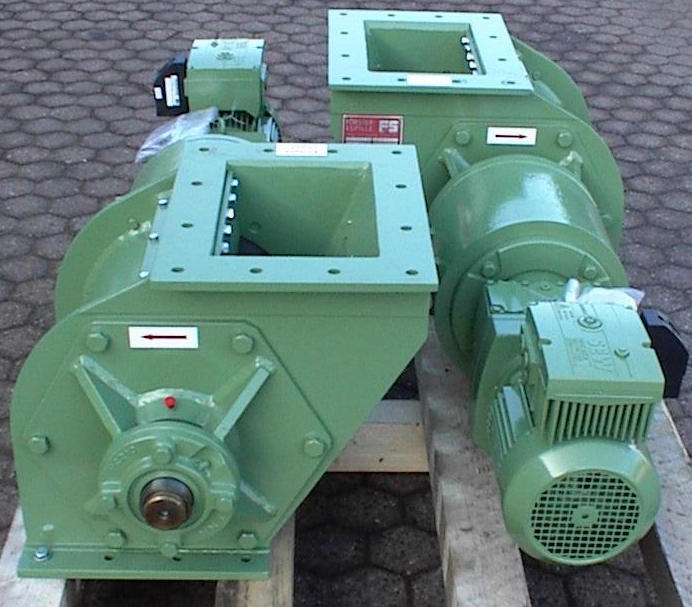
Tangentialschleuse

Tangentialschleusen werden bei grobkörnigen Schüttgütern sowie Granulaten eingesetzt. Durch den versetzten Einlauf, der fast tangential an den Rotordurchmesser anschließt, wird das Schüttgut von dem Abstreifer wieder zurückgedrängt. Dadurch wird ein Verklemmen des Schüttgutes zwischen Zellenrad und Gehäuse verhindert. Die Tangentialschleuse wird häufig bei der Förderung und Dosierung von Granulaten eingesetzt um das Produkt zu schonen und eine Kornzerstörung zu verhindern.

### Durchblasschleuse

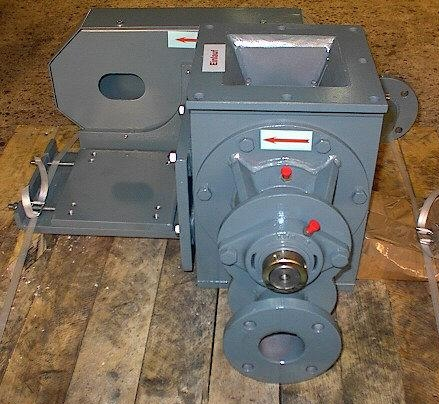
Durchblasschleuse

Durchblasschleusen werden zum Fördern von Schüttgütern in einer pneumatischen Förderanlage eingesetzt. Die Zellen fördern das Produkt in ein Förderrohr. Hier wird es von einem Luftstrom mitgenommen und in die Förderleitung geblasen.

### Injektorschleuse

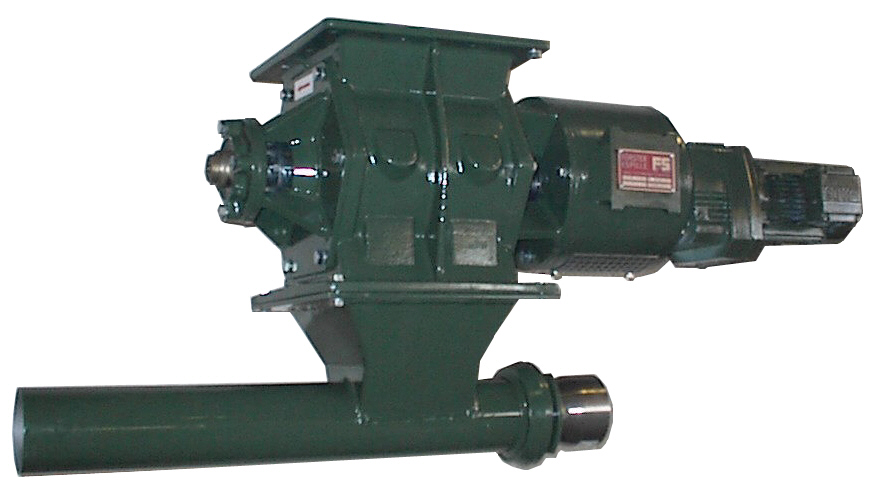
Zellenradschleuse mit untergebauter Injektorschleuse

Injektorschleusen werden wie Durchblasschleusen zum Fördern von Schüttgütern in eine pneumatische Förderanlage eingesetzt. Die Zellenradschleuse fördert das Produkt dosiert in die Injektorschleuse. Hier wird es von einem Luftstrom mitgenommen und in die Förderleitung geblasen.

### Chemie- und Pharmaschleuse
Chemie- und Pharmaschleusen werden zum Austragen und Dosieren von pulverförmigen Lebensmittel, Chemikalien und Pharmazeutika eingesetzt.
Die technische Ausführung der Schleusen unterliegen im Regelfall der
- GMP Good Manufacturing Practice (zu Deutsch: Gute Herstellungspraxis)
- FDA (Food and Drug Administration) Anforderungen.

#### Schnellreinigung bei Zellenradschleusen
Diese Zellenradschleusen werden zum Austragen und Dosieren von pulverförmigen Lebensmittel, Chemikalien und Pharmazeutika eingesetzt. Die Zellenradschleuse kann mit Hilfe diverser Ausziehvorrichtungen gut gereinigt werden.

### Reinigungszeiten reduzieren
In nahezu allen Branchen der Prozessindustrie hält der Trend zu kleineren Chargen an. So werden etwa in der Compoundierung immer höhere Anforderungen seitens der Anwender an die Produktvielfalt gestellt. Die Folge ist, dass Farben oder Zusammensetzungen viel häufiger wechseln und dementsprechend die Anlagen umgebaut oder eingesetzte Komponenten öfter gereinigt werden müssen. Dafür benötigt man jedoch gut zugängliche Komponenten, die sich leicht reinigen lassen, so dass die Zeiten zwischen einem Chargenwechsel drastisch gesenkt werden können.

### Messerschleuse
Messerschleusen werden für das Austragen von Sekundärbrennstoffen wie z. B. Kunststoff und Holz eingesetzt. Die Messerleisten und Festmesser haben hierbei die Aufgabe, überstehendes Material zu schneiden und somit ein Blockieren der Zellenradschleuse zu verhindern.

### Filterschleuse
Filterschleusen werden für das Austragen von Filterstaub aus Filtern, Abscheidern und Zyklonen eingesetzt.
Eine explosionstechnische Entkopplung zur Flammendurchschlagsicherung im Explosionsschutz kann auch durch eine geeignete als Schutzsystem zertifizierte Zellenradschleuse erfolgen.